# Monts Caraïbes
Monts Caraïbes är en bergskedja i Guadeloupe (Frankrike). Den ligger i den södra delen av Guadeloupe, 5 km sydost om huvudstaden Basse-Terre.
Monts Caraïbes sträcker sig 3,0 km i nord-sydlig riktning. Den högsta toppen är Morne Cadet, 655 meter över havet.
Topografiskt ingår följande toppar i Monts Caraïbes:
- Morne Cadet
- Morne Grande Voute